# Sarah Kalume
Sarah Kalume, est une chanteuse, parolière et danseuse congolaise, originaire de la ville de Kongolo dans la province du Tanganyika.

## Carrière
Elle commence sa carrière dans la chorale de son église,,.
À 16 ans, elle participe à un concours destiné aux jeunes artistes pour le groupe « Makoma », concours organisé au Cinépolis de Kinshasa. Après cette expérience, elle prend goût à la carrière musicale,.
Sarah Kalume participe à la deuxième saison du concours télévisé « Vodacom Superstar », elle en sort vainqueur en ayant le privilège d’enregistrer le single Light switch avec le parrain de l’événement, le patron du label Konvict Muzik, la star américaine Akon.
En 2020, elle annonce qu'elle prévoit une collaboration avec Innoss'B, déjà enregistrée bien avant depuis 2016, au cours de la période du lancement du titre « O'osakana na nga ». Sarah Kalume participe également à la lutte pour les droits des femmes au Congo.
En 2020, la chanson "En confinement" de Sarah Kalume fait le tour de la toile et touche jusqu’aux oreilles du rappeur français Booba. Ce dernier poste la vidéo de cette chanson sur Facebook et Instagram,.

## Discographie

### Singles
- 2012 : Light switch feat (Akon)
- 2019 : Buzoba na nga
- 2019 : Pole pole – ft Juacali[10]
- 2020 : En confinement
- 2020 : Posa 'a ko bimisa
- 2020 : Je te garde